# Prenzlauer Tor (Angermünde)

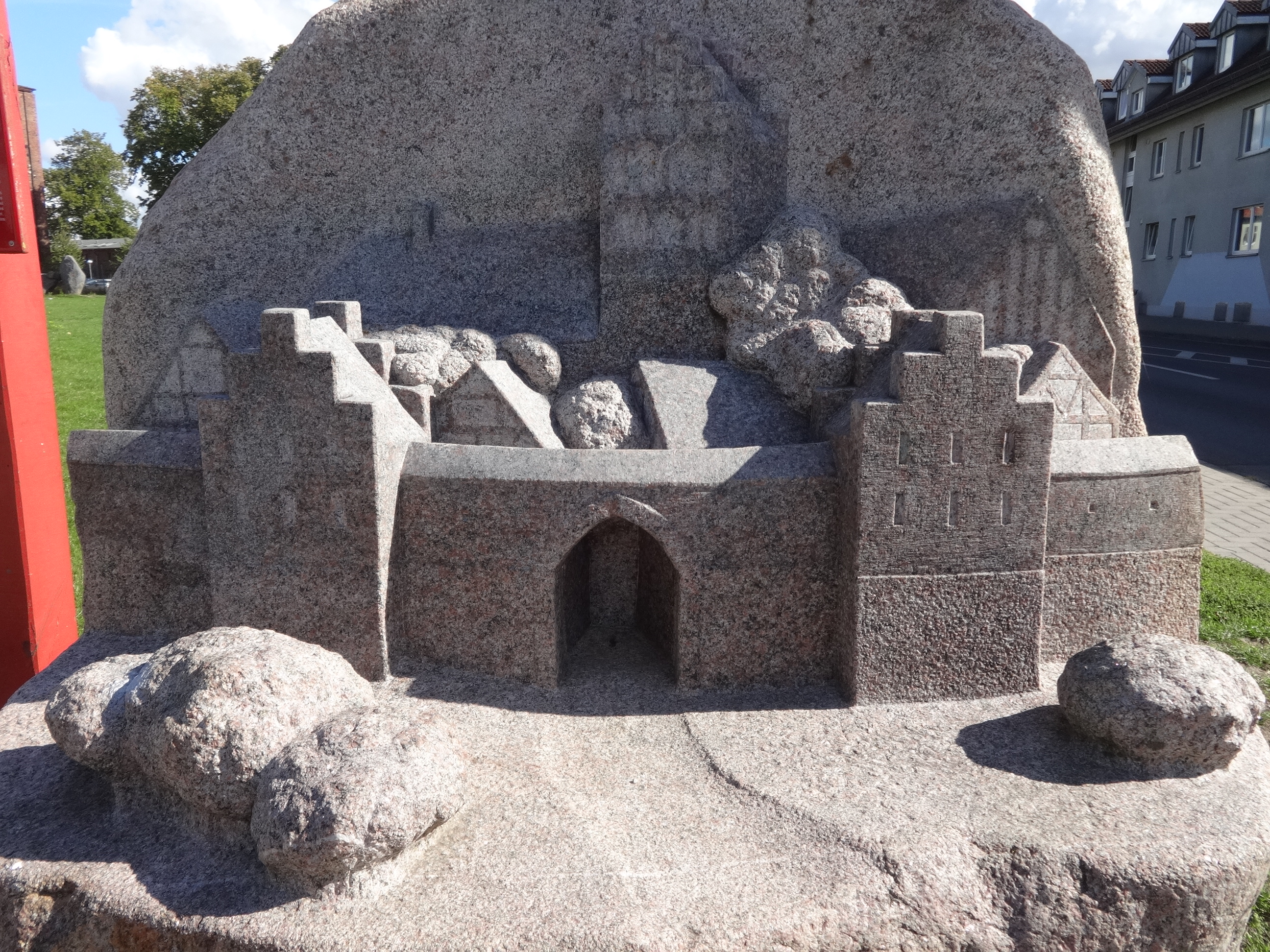
Modell des ehemaligen Prenzlauer Tors

Das Prenzlauer Tor war ein Teil der mittelalterlichen Stadtbefestigung von Angermünde, einer Stadt im Landkreis Uckermark im Land Brandenburg.

## Geschichte
Angermünde besaß im Mittelalter eine Stadtbefestigung mit einer umlaufenden Stadtmauer aus Feldsteinen und Mauerziegeln, welche die Stadt gegen Angreifer schützte. Das Prenzlauer Tor lag im Nordosten der Stadt und befand sich unmittelbar neben der Burg. Von hier aus führte ein Handelsweg nach Prenzlau. Das Bauwerk bestand aus ebenfalls sorgfältig geschichteten Lesesteinen, die ein Haupttor und ein vorgelagertes Vortor bildeten. Beide Seiten waren durch Mauern miteinander verbunden. Bis zum Jahr 1746 lautete seine Bezeichnung Kerkower Tor. Im ausgehenden 18. Jahrhundert verloren die Stadtbefestigung sowie die Tore ihre schützende Bedeutung. Die Bevölkerung brach Mauersteine heraus, so dass das Tor nach und nach abgetragen wurde. Mit der Fertigstellung der Prenzlauer Allee im Jahr 1828 fasste die Stadt daher den Entschluss, es ein Jahr später gänzlich abzureißen. Stattdessen stellten sie zwei Torpfeiler auf, die mit zwei klassizistischen Vasen geschmückt waren. Diese Pfeiler wurden 1879 entfernt.
Zur Erinnerung an das Tor hat die Stadt einen behauenen Findling in Form des Tores sowie eine Informationstafel am Übergang der Prenzlauer Straße zur Berliner Straße aufgestellt.